# Gonospira bourguignati
Gonospira bourguignati é uma espécie de gastrópode  da família Streptaxidae.
É endémica de Reunião.